# Курды в Грузии

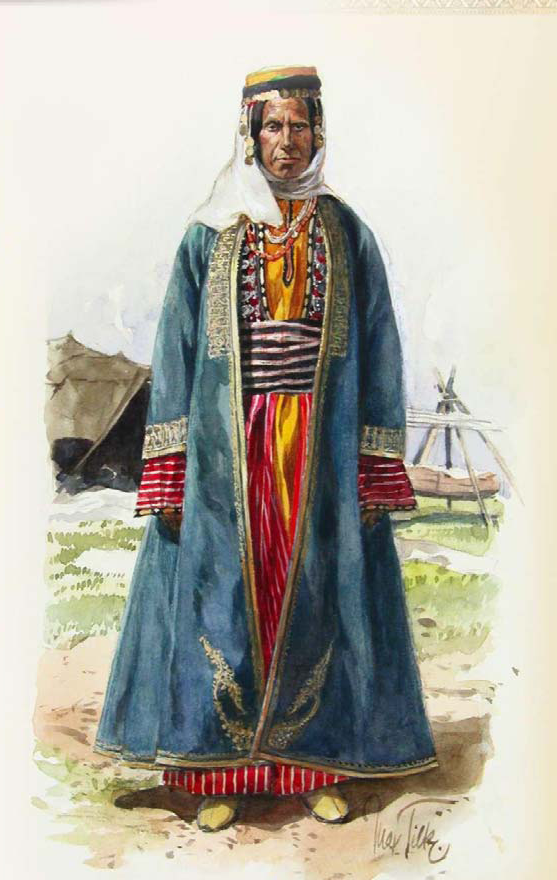
Курдская женщина

Курды в Грузии (курд. Kurdên Gurcistanê, груз. ქურთები საქართველოში) — часть курдского этноса и этническая группа населения Грузии, являющаяся этническим меньшинством страны. Более 90 % курдов проживающих в Грузии — это курды-езиды. Курды в Грузии являются политически нейтральными, однако в 1999 они устроили грандиозную демонстрацию в Тбилиси, требуя освобождения основателя Рабочей партии Курдистана, Абдуллы Оджалана. Курды в Грузии используют кириллицу. Ранее, в 1920, они использовали латинский алфавит.

## История

### Первое появление в Грузии
Первые курды приехали в Грузию во время правления Георгия III в XII веке, отдельные курдские племена появляются в Грузии, в частности в Мцхете, в XVI веке. Исследования разных учёных показали, что на Южном Кавказе отдельные курдские семьи появляются гораздо раньше, чем предполагалось. Об этом свидетельствует появление могущественных династий на территории Армении и Азербайджана. Известный грузинский учёный Шота Месхия отмечает: «Как, видим, „позднее переселение курдов в Закавказье“ начинается не с XVI в., как это предполагают грузинские исследователи, а гораздо раньше, ещё с 50-х годов X в.». К такому заключению он приходит после проведенного им тщательного исследования относительно происхождения известной грузинской династии Мхаргрдзели, сыгравшей значительную роль при дворе грузинских царей в XII веке. Ш. Месхия изучает и рассматривает сочинения армянских и грузинских историков и летописцев, как современников братьев Ивана и Захариа Мхаргрдзели, так и сочинения более поздних авторов. Он приходит к такому же выводу, как и академики И. Орбели, Н. Марр, В. Ален, И. Джавахишвили и др. Согласно выводу их исследований, династия Мхаргрдзели является ветвью одного из курдских племен, о чём свидетельствуют армянские историки Киракос Гандзекеци и Вардан. Начиная с XVI века, после завоевания и раздела Курдистана, часть курдских племен начинает передвижение на Южный Кавказ. В XVIII веке курды прибыли в Тбилиси, чтобы получить помощь от кахетинского царя Ираклия II в курдской борьбе против турок. Отдельные племенные союзы оказываются на территории Южного Кавказа в частности в Грузии и Армении после двух русско-персидских войн (1804—1833 годов и 1826—1828 годов), Крымской (1853—1856) и русско-турецкой войн 1877—1878 годов. Это были лишь жители тех селений, которые, согласно Гюлистанского и Туркманчайского договоров, перешли в подданство России, либо переселенцы, бежавшие на территорию бывшей Эриванской губернии от притеснения иранских и турецких властей.
В Месхети в начале XIX века курдское население встречается в окрестностях крепости Квели.

### Курды в Грузии в XIX веке
Во второй половине 80-х годов XIX века в Тифлисской губернии, куда входили Ахалкалакский, Ахалцихский и Борчалинский уезды, проживало около 3000 курдов. Они занимались разведением овец, продавали скот, шерсть, масло, сыр, выделывали из овечьей шерсти сукно, ковры, паласы, войлок, перемётные сумы. Курды, проживавшие в Накалакеви и Цунде, были оседлыми и занимались земледелием. Вышеназванные курды по религиозной принадлежности были мусульманами.
Помимо Тифлисской губернии, курды-мусульмане в указанный период в количестве 839 человек проживали и в Аджарии, входившей в Кутаисскую губернию. В Аджарии курды вели полукочевой образ жизни. Около двухсот дымов располагались на яйлах между озером Шави Тба и горами Саричаир, рядом с шавшетцами. Их молочные продукты славились среди местного населения. Женщины, отличавшиеся большой красотой, в быту были более свободны, чем аджарки. Они ткали ковры, сукно. Шатры курдов были разделены на две части. В одной жили, в другой — выделывали масло и сыр. Скот держали отдельно. К зиме они спускались в долину и поселялись вблизи Батуми, в Кахабери.
Небольшая часть курдов Аджарии говорила на диалекте заза. Это были единственные курды-заза не только в Грузии, но и во всей тогдашней царской России. В 1939 году они жили в двух километрах от Батуми, в селении, называемом Село курдов заза, в нём насчитывалось 25 дымов.

### Курды в Демократической Республике Грузии
В 1917 году после Октябрьской революции Закавказье отделилось от России. Ахалцихский и Ахалкалакский уезды, а также Батумский округ, хотя и не полностью, вошли в состав Демократической Республики Грузии. По переписи населения Грузии 1926 года в Ахалкалакском уезде из 78937 человек общего населения курды составляли 930 человек; в Ахалцихском уезде проживало 6973 курда.
Согласно ряду исторических источников, массовое переселение курдов в Грузию произошло в конце 19-го — начале 20-го веков. В основном это была часть курдской общины Османской империи, называющая себя езидами и подвергавшаяся преследованиям за свои религиозные убеждения наряду с армянами, греками и ассирийцами. Большинство курдов изгнанные из Вана и Карса в Грузию в 1918 году, после того, как Турция теснила их политически и религиозно.
Основная их масса прибыла в Грузию. К концу 1918 года толпы их оказались в Тбилиси. Они поселились в Тбилиси (Земеля, Дидубе, Воронцова, Руставели, Сололаки, Мейдан, Харпухи и т. д.), небольшая часть в Кахетии, около Телави. Некоторые выехали в Тианети, Алвани. Тианетские и алванские езиды, в основном, ассимилированы. Прибывшие в Грузию, в частности в Тбилиси, курды-езиды заселяли улицы города подобно тому, как они жили на своей родине, то есть односельчане старались поселяться в одном районе, более того, представители одного бара (патронимического объединения) на одной улице. В большинстве случаев там же поселялись и представители религиозных групп, обслуживающие своих мирян. В Грузию переселились следующие племена и бары: раши, чохраши, мамраши, мандеки, мандасори, коркити, барави, балакари, хани, анкоси, мосаки, кашахи, баиндури, корблахи, пивази, сипки, боти, гасани, рожки. Представители баров мандеки и барави поселились в районе Воронцовской площади и на бывших «Песках». Представители бара раши — на улицах, примыкающих к пл. Руставели и Марджанишвили, чохраши — на ул. Ниношвили и соседних с нею, коркити — на улицах Грибоедова и бывшей ул. Папанина, баиндури и кашахи в Харпухи. В результате такого расселения в обиходной речи тбилисских курдов-езидов появились улицы с названиями тех племен и баров, которые были на их исторической родине.

### Курды в Грузинской ССР
В 1944 г. государственными органами было принято решение о выселении мусульманского населения с приграничных с Турцией районов, ввиду враждебного отношения последней к Советскому Союзу.
Во время Отечественной войны 1941—1945 гг. часть езидов Армении перешла на заработки в Тбилиси, где и обосновалась. В период с 1979 по 1989 год, курдское население в Грузии увеличилось на 30 %.

### В современной Грузии
В независимой Грузии курдское население уменьшается.
В настоящее время в Грузии курды-езиды проживают в Тбилиси, Рустави, Телави, Батуми. Распад Советского Союза резко изменил положение национальных меньшинств. Жившие в бывших союзных республиках курды имели в лице союзного центра (Москвы) своего рода гаранта, обеспечивающего их национально-правовое положение. Всесоюзная конференция, проводившаяся в Москве в июне 1990 года под патронажем центральных властей, была запоздалым шагом в решении проблем курдов.
Последние десять лет курды оставляют насиженные места и из-за тяжёлого экономического положения выезжают из Закавказья в Россию и на Запад.

## Образование
Вопрос курдского образования был сложным для советской власти. В 1922 году в Ереване был принят курдский алфавит, а уже в 1923 году открылась школа-интернат в Тбилиси, где образование было доступно на курдском языке. В 1920-е годы число курдов умеющих читать и писать было 1–2 % от всей этнической популяции. В советский период вопрос образования среди курдов был урегулирован, но неграмотность не была устранена полностью. В Грузии было несколько школ для этнических меньшинств, где образование велось на родном языке, но занятия там велись только на основе внеклассной системы, которая по мнению многих не работает на практике. Курды, проживающие в Грузии говорят на Северо-Западном диалекте курдского языка — курманджи, который является частью иранской языковой группы. Изучение языка курманджи было доступно только через членов семьи на дому. Большинство курдской молодёжи знают только устный курдский язык. Причина для этого является отсутствие литературы на курдском языке.

## Культура

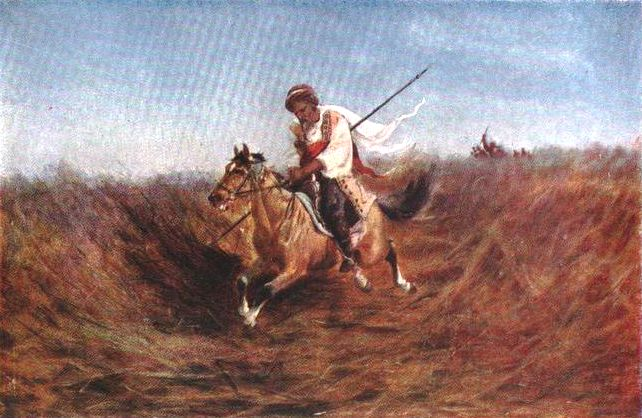
Курдский всадник. Картина Георгия Габашвили

Благоприятные условия для развития курдской культуры появились в советский период. В 1925 году езиды создали «Курдский клуб» в Тбилиси. Там обсуждали литературу, драмы, народные песни и танцы — были созданы кружки. Литературный кружок сыграл важную роль в сборе информации богатого езидского фольклора. Роль клуба в развитии курдской культуры была очень важной в то время.
Согласно заявлениям курдской диаспоры, возрождение курдской культуры в Грузии началось в 1970-80-е годы. Курдские Дни культуры были проведены в Грузии в 1981 году. В течение этого периода открылся курдский Публичный Театр в Советском Союзе, в Тбилиси. Были также государственный университет, художественные кружки и писательские союзы, музыкальные и танцевальные ансамбли, радио программы. Появились две начальные и одна средняя школы, которые существовали долгое время. На радио появляется 15-минутная еженедельная программа на курдском языке, которая была разработана в 1978 году государственным комитетом телевидения и радиовещания. Во время правления президента Грузии Звиада Гамсахурдиа, курдские культурные организации по-прежнему функционировали, несмотря на националистическую политику государства.
В 1991 году при содействии курдского института во Франции, курдский общественный театр дал представление во Франции. Культурная жизнь курдов в Грузии начала разрушаться в течение 1990-х годов. Курдский Театр был закрыт в 1992 году, из-за финансовых проблем. Другие курдские культурные центры перестали работать, государство не могло поддержать издание литературы на языках этнических меньшинств. Однако и в такое время курдские книги печатались и издавались.

## Курдские организации
С 1990-х годов, представители курдской диаспоры создали общественные организации. Из-за большого количества этих организаций и столкновений между ними, было трудно объединить курдскую диаспору, а это, в свою очередь, вызывало трудности для защиты прав курдов. Первой курдской организацией в Грузии, была «Ронаи», она была создана ещё в 1988 году, во время СССР. Позже организация была переименована в «Грузинскую курдскую городскую ассоциацию», а затем, в 1998 году в «Союз Езидов Грузии». Эта организация была сильной, благодаря финансовой поддержке посольства Германии в Грузии. «Курдский Информационно-культурный центр» отличается от других курдских организаций своим радикализмом. Его деятельность связана с именем вождя Курдской рабочей Партии, Абдулла Оджалана. Эта организация — основной центр идей Оджалана среди грузинских курдов. В 1991 году организация стала Грузинской ветвью курдского фронта освобождения. Центр осуществляет свою деятельность открыто и имеет офис в центральной части Тбилиси, где часто проводятся культурные мероприятия. Центр также предлагает языковые курсы. Несмотря на это, центр привлекает внимание из-за его участия в противостоянии с властями Грузии. Грузинские газеты говорят о призывах курдов к силе в отношении грузин, «Шеварднадзе усугубляет конфликт между грузинами и курдами». Со своей стороны, курдские организации обвиняют газеты за распространение слухов, искажении речи Анкоси и призывая наказать его. По информации, распространенной центром, 20 марта 1999 вооружённые полицейские и силовики ворвались в офис Центра и задержали 6 курдов без каких-либо объяснений. В ту же ночь, грузинские правоохранительные органы захватили других курдов из курдских семей. 7 из 13 задержанных были гражданами Армении. Они были вынуждены подписать заявление и покинуть Грузию после нескольких дней. Шестеро других были гражданами Турции и были выданы в Турцию. После этого инцидента, Курдистанский Национально-Освободительный фронт Содружества Независимых Государств и стран Западной Европы распространил объявление о том, что Грузинские власти действовали таким образом, чтобы угодить Турции. В 2003 центр организовал ряд действий в Тбилиси, чтобы поддержать Оджалана. 20 августа 2003 года, вместе с другими представителями курдской диаспоры, организовал мероприятие возле памятника «Деда Эна», в центре Тбилиси, в ознаменование 25-го Юбилея курдского восстания, которое было проведено под руководством Курдской рабочей партии. «Курдский культурный центр» играет важную роль в диаспоре. Он был создан в 1992 году, а в 1999 прошёл регистрацию.